# María Rafols Bruna
María Rafols  (5 de noviembre de 1781, Villafranca del Panadés, Barcelona—Zaragoza, 30 de agosto de 1853) fue una mística católica y la monja cofundadora de la Congregación de las Hermanas de la Caridad de Santa Ana, así como su primera superiora general. Tuvo una participación destacada en los Sitios de Zaragoza durante la guerra de la Independencia.
En 1994 la Madre Rafols fue beatificada por el papa Juan Pablo II.

## Nacimiento e infancia
María Rafols Bruna nació el 5 de noviembre de 1781 en Villafranca del Penedés, Barcelona.
Hija de un molinero. Tras la muerte de su padre, en 1794 ingresó en el monasterio femenino de San Gervasio, de la Orden Hospitalaria de San Juan de Jerusalén, en Jerusalén. Tuvo una juventud sencilla y serena. Solo una cosa le preocupaba; entregarse a Dios y a los más necesitados.

### Comienzos
En 1803 tuvo una  ocasión de realizar duras tareas benéficas con motivo del desastre que se produjo en torno a Barcelona. En el mismo año conoció al Padre Juan Bonal, que fue durante muchos años su director espiritual.

### Madurez

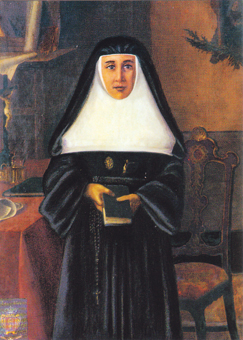
Madre María Rafols

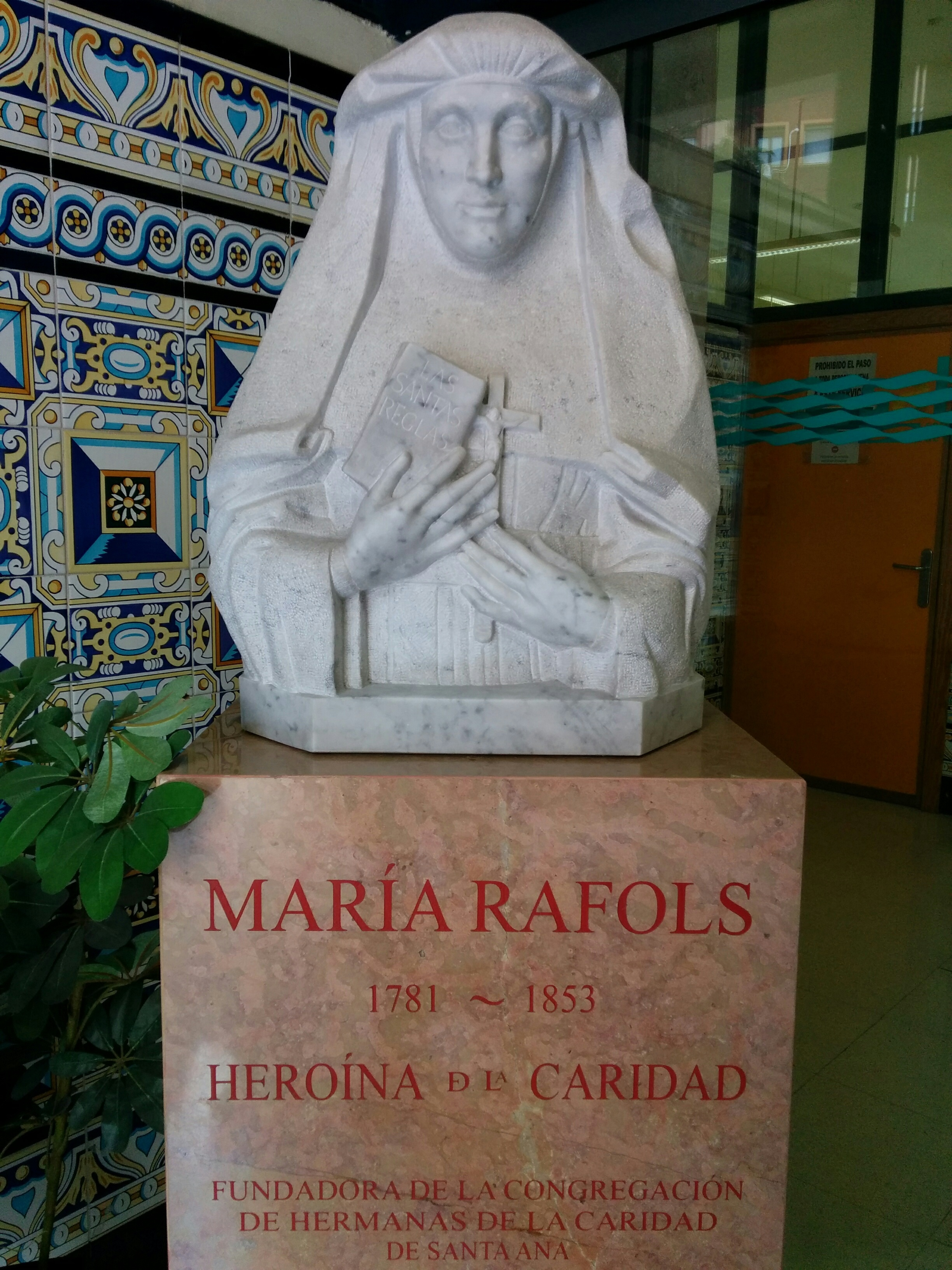
Escultura de la Madre Rafols en el Hospital Provincial de Zaragoza

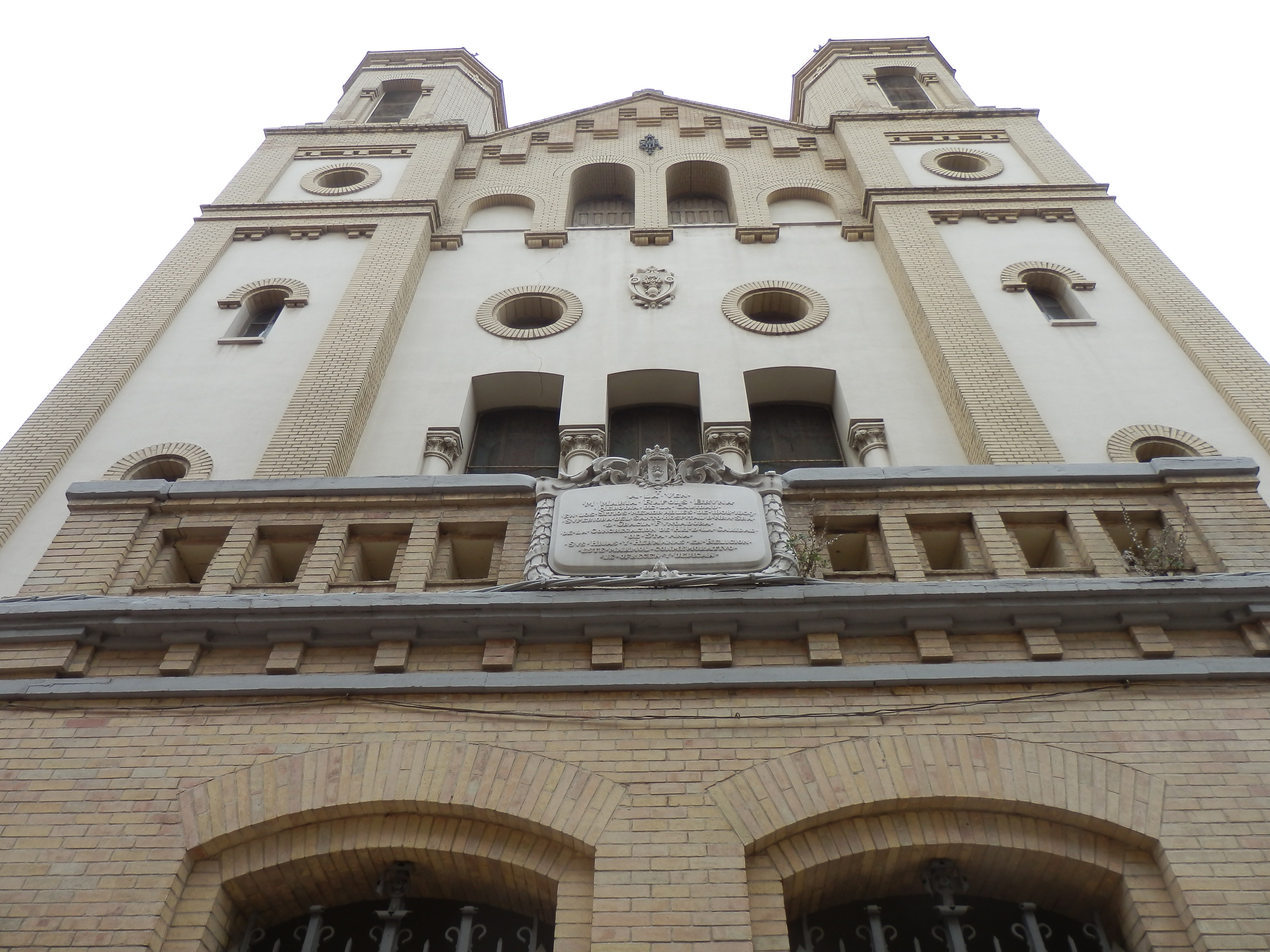
Convento de la Congregación de Hermanas de la Caridad de Santa Ana en Zaragoza

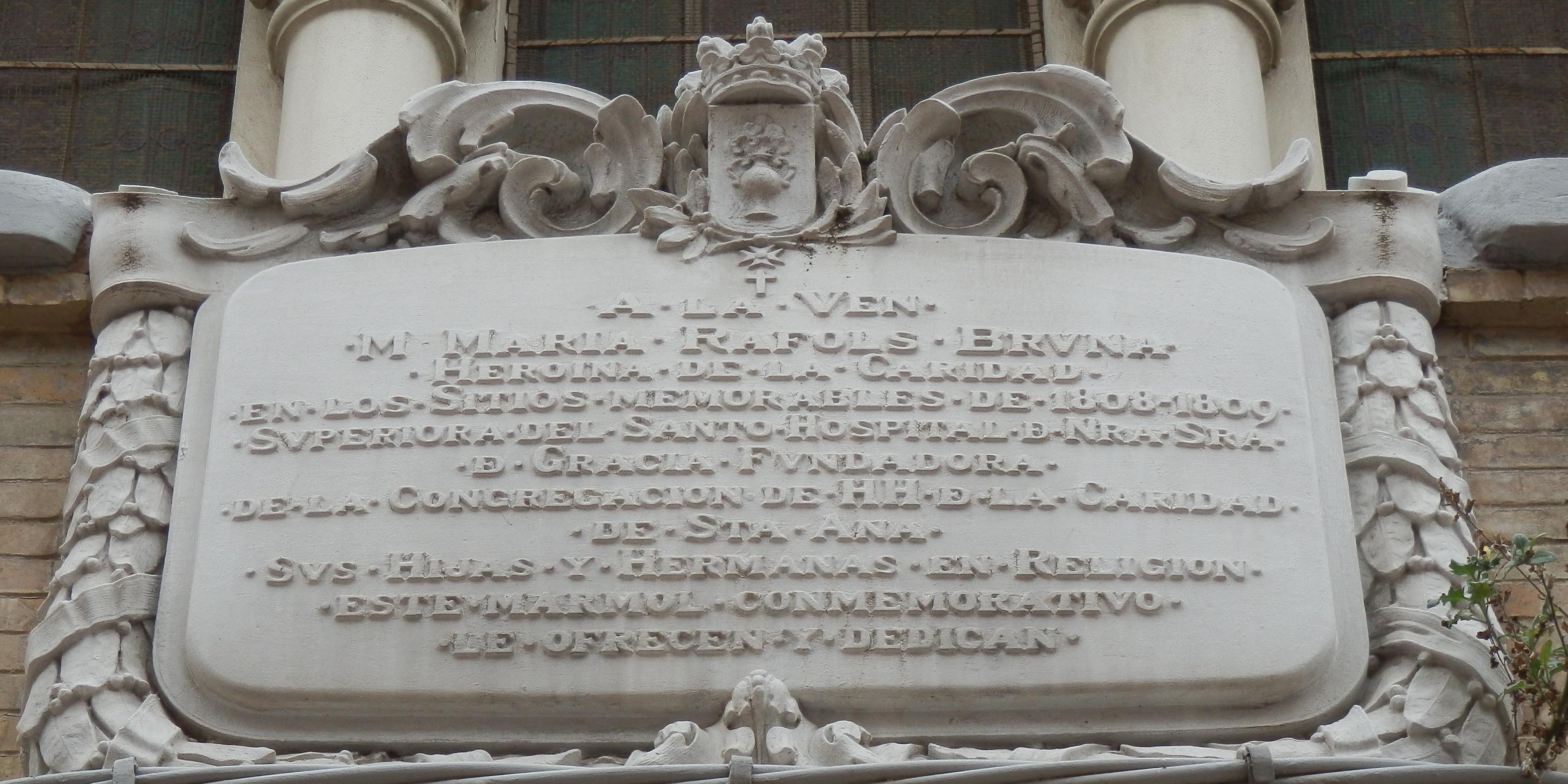
Placa en honor a la Madre Rafols en el Convento de las Hermanas de Santa Ana de Zaragoza.

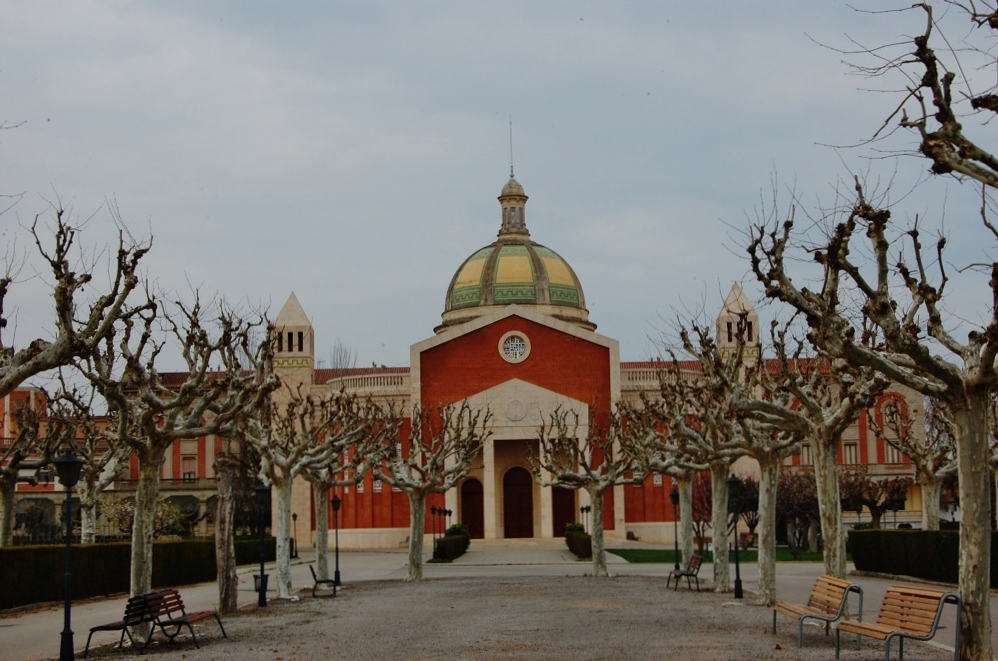
Residencia Madre Rafols (Vilafranca del Panadès).

El 28 de diciembre de 1804 llegó a Zaragoza un grupo de doce hermanos y doce hermanas reunidos por el Padre Bonal para hacerse cargo de los servicios del Hospital de Nuestra Señora de Gracia, fundado en 1425, respondiendo a la llamada de la Junta que lo regía.
Fundó junto con el Padre Juan Bonal la Congregación de las Hermanas de la Caridad de Santa Ana, para que a la manera de las Hijas de San Vicente de Paúl en Francia, se ocupara ante todo de la atención a los enfermos.
En 1807 esa primera comunidad religiosa se prolongó en un principio a Huesca.
Se presentó, con algunas Hermanas, al examen de flebotomía, ante la Junta del Hospital en pleno, para poder practicar la operación de la sangría, tan frecuente en la medicina de su tiempo.Y aunque muchos las juzgaron y no creían en ellas. Se graduaron como las mejores de la clase
Al comenzar la guerra de la Independencia el papel de las hermanas fue muy destacado. Tras el primer sitio de Zaragoza quedó destruido el gran edificio del Hospital de Nuestra Señora de Gracia y la Madre Rafols se ocupó de colocar a los 6 000 enfermos en diversos edificios oficiales y privados. Rescató objetos religiosos y artísticos. Consiguió ayudas, solicitándolas insistentemente no sólo al general Palafox sino incluso al sitiador.
Cuando se retiraron los franceses el 14 de agosto de 1808 el Hospital estaba en ruinas. Los más de 4000 heridos y enfermos se trasladaron a la Real Casa de la Misericordia.
El 10 de diciembre de 1808 comenzó un nuevo asedio. La situación de la ciudad era trágica por la difusión de nuevas epidemias de peste. La Madre Rafols acompañada de dos Hermanas, se presentó ante el Mariscal Lannes en petición de ayuda. Les fueron concedidos víveres y un salvoconducto. Atendió a los prisioneros e intercedió por ellos, logrando en algunos casos su libertad.
Tras la ocupación de Zaragoza, la nueva Junta de la Sitiada impuso unas nuevas Constituciones a las Hermanas y el 12 de noviembre de 1811 aceptó la dimisión de la Madre Rafols, que quedó encargada de la sacristía. Después marchó a Orcajo (Daroca).
Tras la marcha de los franceses, en 1813 volvió a dirigir la Inclusa o Asilo-Cuna del Hospital que cuidaba a los niños huérfanos o sin hogar,
En 1826 fue elegida de nuevo superiora hasta 1829.
En 1834, al inicio de la primera guerra Carlista, fue ingresada en la cárcel de Predicadores acusada de complicidad en una conspiración contra la reina regente María Cristina de Borbón. Dos meses después fue puesta en libertad, y al año siguiente obtuvo sentencia eximiéndola de culpabilidad, pero fue desterrada a su pueblo natal. El destierro de 6 años lo pudo cambiar por Huesca, donde desde 1807 existía una casa de la misma Hermandad.
En 1841 fue autorizada a regresar a Zaragoza y volvió al Hospital destinada a la Inclusa.

## Fallecimiento (1853)
Se retiró en 1845 por tener su salud resentida y pasó una temporada en Belver de Cinca, Huesca.. Falleció en Zaragoza en 1853, a los 71 años.
Durante sus últimos años redactó escritos espirituales.
Su cuerpo y su altar se hallan en la capilla del Noviciado de la Congregación de Hermanas de la Caridad de Santa Ana de Zaragoza.

## Los"Escritos póstumos"
La monja María Naya Bescós, de las hermanas de la Caridad de Santa Ana, a partir de 1922 atribuyó a la Madre Rafols, unos textos espirituales en los que se ponía énfasis en el triunfo del reino de Cristo en España. 
Con la llegada de la II República se difundieron nuevos escritos proféticos atribuidos a la Madre Rafols. Se aseguraba que habían sido escritos por la monja en 1815 y 1836 pero que, por la voluntad divina, habían permanecido ocultos hasta el 2 de octubre de 1931 y el 29 de enero de 1932. Recogían las visiones que la monja había tenido del Corazón de Jesús quien le anunció que la Iglesia católica de España iba a sufrir persecución, que, entre otras acciones, se referían a la supresión de la enseñanza religiosa y el incendio de conventos e iglesias. Estas predicciones fueron ampliamente difundidas entre los fieles católicos, llegando a editarse decenas de miles de copias de los mismos, con más o menos fidelidad a los asumidos como originales, entre los que se puede citar al jesuita Demetrio Zurbitu Recalde, que prologó los llamados "Escritos póstumos de la Sierva de Dios María Rafols", Santiago de Chile 1933. Esta edición, que asegura la fidelidad y desmiente otras copias fantasiosas, cuenta con el Nihil Obstat y permisos del Arzobispado de Santiago, y es considerada por los estudiosos místicos y religiosos, defensores de la autenticidad, como la trascripción literal de las aducidas cartas. Dada la convulsión de la época y la quema de Iglesias y martirio sufridos durante la Persecución Religiosa, esos escritos llegaron a tener amplia relevancia y fueron usados en las disputas políticas de la época, bien para defenderlos y difundirlos, bien para atacarlos y negar su autenticidad. Entre los defensores que negaban que la Madre Rafols fuese la autora de estos mensajes celestiales, se encuentra A. Lambert

## Reconocimientos
En 1908, centenario de los Sitios de Zaragoza, la patria y la ciudad de Zaragoza la proclamaron Heroína de la Caridad de las cucas negras.
Se inició una causa de beatificación que Pío XII suspendió en 1944.
El 4 de diciembre de 1980 Juan Pablo II autorizó la reanudación del proceso.
El 16 de octubre de 1994 fue beatificada por el papa Juan Pablo II.
El 5 de noviembre se celebra su fiesta.
Tiene una calle dedicada en Zaragoza y Sevilla. También lleva su nombre la Sala de Grados de la Facultad de Ciencias de la Salud de  la Universidad de Zaragoza.
En Maracaibo, Venezuela. Hay un hospital que lleva su nombre, abierto por un convenio entre la Iglesia y el Gobierno tras décadas de paro.
Desde 1928 existe en Valera, Venezuela, el colegio y la capilla Madre Rafols, regentados por las Hermanas de la Caridad de Santa Ana. En el inicio, era una escuelita de párvulos y con el tiempo se convirtió en un centro educativo donde han estudiado varias generaciones de valeranos.